# 長崎外国語短期大学
長崎外国語短期大学（ながさきがいこくごたんきだいがく、英語: Nagasaki College of Foreign Languages）は、長崎県長崎市横尾3-15-1に本部を置く日本の私立大学。1945年創立、1950年大学設置。大学の略称は外短。

## 概観

### 大学全体
- 長崎県長崎市に所在した日本の私立短期大学で、設置主体は学校法人長崎学院[2]。
- 国内で最初に認可された短期大学149校[注 2]の1校として、1950年に1学科体制で開学した[3]。
- 当初は1学科体制だったが、専攻課程の設置、学科の増設によりフランス語やスペイン語を専門に学べる全国少数の専攻課程も存在した。最終的には英語学科のみとなっていた。
- 2008年度の入学生を最後に[注釈 2]、短期大学としての使命を終える[注釈 3]。

### 建学の精神（校訓・理念・学是）
- 長崎外国語短期大学における建学の精神は「私は道 (VIA) であり真理 (VERITAS) であり、命 (VITA) である」となっている。

### 教育および研究
- 長崎外国語短期大学は英語学科のみの単科短大となっているが、「エアライン・ホテル英語」・「観光通訳英語」・「サービス韓国語」など旅行業務に携わるのにふさわしい科目が学べるキャリア英語コースと、「早期英語教育法」・「英語指導実習」・「こどもの心と保育」・「絵本研究」など児童に英語教育するインストラクターとして相応しいこども英語コースからなる。一般教育科目に「長崎学」という本短大独自の科目がある。また、「エクステンションプログラム」が行われてきており、短大卒業後にサウスシアトル・コミュニティーカレッジにおいて9ヶ月学習することで、アメリカの準学士の学位を得ることのできるプログラムとなっている。

### 学風および特色
- 長崎外国語短期大学は、アメリカ・イギリス・フランス・スペイン・ドイツ・カナダ・韓国・中国・エクアドル・台湾・タイなど46の大学等と国際交流協定が締結され、相互に学生の派遣・受入れを行っている。
- 1947年の外国語学校が起源でキリスト教の思想に基づいた教育が行われており、クリスマス礼拝をはじめ宗教的行事が行われているところに特色がある。

## 沿革
- 1945年
  - 長崎外国語学校を設置。
- 1949年
  - 10月 文部省[注釈 4]に短期大学[注 3]の設置認可に関する申請を行う[注 4]。なお、学科・専攻は以下の通りとなっている[注 5]。
    - 米英語学科 
      - 第一部 入学定員160名
      - 第二部 入学定員120名

    - 中国語学科 入学定員60名
- 1950年
  - 3月14日 左記を以て短期大学の設置が文部省[注釈 4]より認可される[注 6]。
  - 4月1日 左記を以て長崎外国語短期大学が上記の学科体制にて開学する[注 7]。
    - 米英語学科 
      - 第一部 入学定員160名→80名
      - 第二部 入学定員120名

    - 中国語学科 入学定員60名
- 1951年
  - 3月8日 学校法人が成立する[17]
  - 教職課程として中学校教諭二級免許状（英語）が設置される。経営母体を学校法人長崎YMCA学院とする。
- 1954年
  - 4月1日 米英語科を外国語科と改称し、以下の課程に改組[18]。
    - 第一部[注 8]入学定員80名
    - 第二部[注 9]入学定員60名
- 1954年
  - 5月1日 学生数[19]/定員
    - 外国語科 
      - 第一部 206[注 10]/160
      - 第一部 85[注 11]/60
- 1955年
  - 新たに教職課程が設けられる。
    - 第一部 中学校教諭二級免許状（職業）高等学校教諭二級免許状（商業）
    - 第二部 中学校教諭二級免許状（職業）・高等学校教諭二級免許状（商業）
- 1959年
  - 4月1日 長崎市住吉町243[注 12]に移転。運営主体を学校法人長崎学院に変更。
- 1962年
  - 4月1日 米英語科を以下の通りに改組する[20]。
    - 外国語科
      - 第一部 入学定員80名
      - 第二部 入学定員60名

  - 5月1日 学生数[21]/定員
    -       - 第一部
      - 外国語科 74[注 13]/80
        - 米英語科 78[注 14]/80

      - 第二部
      - 外国語科 62[注 15]/60
        - 米英語科 78[注 16]/80
- 1971年
  - 外国語科I部の入学定員を80→120に増員し、なおかつ以下の課程を設ける[注 17]。
    - 英語専攻 入学定員90名
    - フランス語専攻 入学定員15名
    - スペイン語専攻 入学定員15名

  - 5月1日 学生数[26]/定員
    - 外国語科 
      - 第一部 408[注 18]/200
      - 第一部 122[注 19]/120
- 1978年
  - 4月1日 以下については、この年度で学生募集を最終とする[注 20]。
    - 外国語科第二部

  - 5月1日 学生数[30]/定員
    - 外国語科 
      - 第一部 612[注 21]/240
      - 第一部 43[注 22]/120
- 1979年
  - 5月1日 学生数[31]/定員
    - 外国語科 
      - 第一部 551[注 23]/240
      - 第一部 29[注 24]/60
- 1980年
  - 5月1日 学生数[32]/定員
    - 外国語科 
      - 第一部 500[注 25]/240
      - 第一部 11[注 26]/-
- 1981年
  - 5月1日 学生数[33]/定員
    - 外国語科 
      - 第一部 491[注 27]/240
      - 第一部 2[注 28]/-
- 1982年
  - 5月1日 学生数[34]/定員
    - 外国語科 
      - 第一部 452[注釈 5]/240
      - 第一部 1[注釈 6]/-
- 1985年
  - 5月1日 学生数[35]/定員
    - 外国語科 
      - 第一部 437[注 29]/240
      - 第一部 1[注釈 6]/-
- 1986年
  - 5月1日 学生数[36]/定員
    - 外国語科 
      - 第一部 478[注 30]/240
      - 第一部 1[注釈 6]/-
- 1987年
  - 4月1日 外国語科第一部における各専攻について、以下の通り増員する[注 31]
    - 英語専攻 90→180
    - フランス語専攻 15→30
    - スペイン語専攻 15→30

  - 5月1日 学生数[41]/定員
    - 外国語科 
      - 第一部 505[注釈 5]/360
      - 第一部 1[注釈 6]/-
- 1990年
  - 4月1日 以下の学科を増設する[42]。
    - 国際文化学科 入学定員60名[注 32]

  - 5月1日 学生数[44]/定員
    - 外国語学科 
      - 第一部 679[注釈 7]/480
      - 第一部 1[注釈 6]/-

    - 国際文化学科 87[注釈 8]/60
- 1991年
  - 5月1日 学生数[45]/定員
    - 外国語学科 
      - 第一部 645[注釈 5]/480
      - 第一部 1[注釈 6]/-

    - 国際文化学科 177[注 33]/120
- 1992年
  - 1月27日 以下の学科・専攻については左記をもって正式に廃止とする[46]。
    - 外国語学科第二部

  - 4月1日 外国語学科第一部を外国語学科に改称[46]。
  - 同 国際文化学科の入学定員を60→100に増員[注 34]。
  - 5月1日 学生数[注 35]/定員
    - 外国語学科 651[注釈 7]/480
    - 国際文化学科 224[注釈 8]/160
- 1993年
  - 5月1日 学生数[51]/定員
    - 外国語学科 645[注 36]/480
    - 国際文化学科 261[注釈 8]/200
- 1999年
  - 4月1日 国際文化学科の入学定員を100[52]→60に減員する[注 37]。
  - 5月1日 学生数[56]/定員
    - 外国語学科 378[注 38]/240
    - 国際文化学科 79[注釈 7]/160
- 2000年
  - 4月1日 以下の学科・専攻については、この年度で学生募集を最終とする[注 39]。
    - 外国語学科
      - フランス語専攻
      - スペイン語専攻
      - 国際文化学科
- 2001年
  - 4月1日 外国語科英語専攻を英語学科に改組し入学定員を前年度の180→150[58]に減員[57]。
- 2002年
  - 以下の学科・専攻についてはこの年度をもって正式に廃止とする[59]。
    - 外国語学科
      - フランス語専攻
      - スペイン語専攻
- 2003年
  - 3月31日 以下の学科・専攻については左記をもって正式に廃止とする[59]。
    - 国際文化学科
- 2004年
  - 4月1日 英語学科の入学定員を150→120に減員[60]。
- 2007年
  - 4月1日 英語学科の入学定員を120→80に減員[61]。
- 2008年
  - 4月1日 この年度で短期大学としての学生募集を最終とする[注釈 2]。
- 2011年
  - 7月7日 左記をもって文部科学省より正式に廃止と認められる[注釈 3]。

## 基礎データ

### 所在地
- 長崎県長崎市横尾3-15-1[注釈 1]

### 交通アクセス
- JR長崎本線長崎駅または浦上駅より長崎バスで「時津」行または「溝川」行に乗車し「打坂」バス停留場で下車するのが最も便利であった。その後、徒歩で10分程度はかかった。

### 象徴
- 長崎外国語短期大学のカレッジマークはアルファベットの「V」を3つ重ねたものとなっている。これは、聖書の「ヨハネによる福音書」（14章6節）の言葉である「私は道（VIA）であり真理（VERITAS）であり、命（VITA）である」にちなんでいる[注 40]。

## 教育および研究

### 組織

#### 学科
- 英語学科 入学定員80名[注 41]

旧学科体制
- 外国語科
  - 第一部
    - 英語専攻→英語学科
    - フランス語専攻 入学定員30名[注釈 9]
    - スペイン語専攻 入学定員30名[注釈 9]

  - 第二部 入学定員60名[注 42]
- 国際文化学科 入学定員60名[注釈 9]

#### 専攻科
- なし

#### 別科
- なし

##### 取得資格について
- 中学校教諭二種免許状（英語）が取得できる課程があった[注 43]。

#### 附属機関
- 国際交流センター
- 教育研究メディアセンター

### 研究
- 『長崎外国語短期大学論叢』[72]

## 学生生活

### 部活動・クラブ活動・サークル活動
- 長崎外国語短期大学のクラブ活動
  - 体育系：ソフトテニス・バスケットボール・野球・卓球・剣道・バレーボール・サッカー・バドミントンほか
  - 文化系：茶道・軽音楽ほか

### 学園祭
- 長崎外国語短期大学の学園祭は「外語祭」と呼ばれ毎年、おおむね11月に行われていた。これまで、ヒップホップダンスが催されていた。

## 大学関係者と組織

### 著名な卒業生
- 松木薫 - 北朝鮮による拉致被害者
- 尾谷いずみ - アナウンサー

## 施設

### キャンパス
- センターホール
- マルチメディアライブラリー
- 学生食堂
- 体育館
- クラブハウス

### 寮
- 「アンペロス」と称した学生寮がある。

## 対外関係

### 他大学との協定

#### アメリカ
- シャンプレイン大学
- ウィスコンシン大学
- オクラホマ州立大学
- アイダホ大学
- ルーサー大学
- イリノイ州立大学
- ウォルドーフ大学
- セントオラフ大学
- サウス・シアトル・コミュニティカレッジ
- ニューヨーク州立大学
- カンザス州立大学

#### イギリス
- アングリア・ラスキン大学
- セントラルランカシャー大学
- スターリング大学

#### フランス
- 西フランス・カトリック大学
- ラ・ロシェル商業専門大学
- カンペール欧亜高等管理大学

#### スペイン
- ナバラ大学
- サラゴサ大学
- アルカラ大学

#### ドイツ
- ハインリッヒ・ハイネ大学
- マクデブルク・シュテンダール大学

#### エクアドル
- パシフィコ大学

#### カナダ
- クワントレン大学

#### 韓国
- 光州保健大学
- 釜山経商大学
- 慶南情報大学
- 釜山外国語大学校
- 霊山大学校
- 白石大学校
- 白石文化大学

#### 中国
- 武漢大学
- 河北大学
- 吉林大学
- 吉林師範大学
- 厦門大学
- 厦門理工大学
- 大連外国語大学
- 首都師範大学
- 魯東大学
- 淡江大学
- 真理大学

#### タイ
- トゥラキット・バンディット大学

### 系列校
- 長崎外国語大学

## 社会との関わり
- 国際交流センターにて、外国人留学生に対する日本語教育を行ったりしていた。

## 卒業後の進路について

### 編入学・進学実績
系列の長崎外国語大学以外に編入学した実績は以下の通りとなっている。
- 外国語科
  - 英語専攻&英語学科：名古屋大学・山口大学・佐賀大学・熊本大学・東洋大学・日本大学・中部大学・京都精華大学・京都橘大学・同志社女子大学・関西外国語大学・九州産業大学・筑紫女学園大学・福岡女学院大学・別府大学・志學館大学・沖縄国際大学ほか
  - フランス語専攻：白百合女子大学・名古屋外国語大学ほか
  - スペイン語専攻：愛知県立大学・京都外国語大学ほか
- 国際文化学科：山口県立大学・立命館大学・久留米大学ほか